# جوجل كروم
جوجل كروم (بالإنجليزية: Google Chrome) هو متصفح ويب احتكاري من تطوير جوجل، ويعمل على أغلب أنظمة التشغيل. أُصدر لأول مرة في 2 سبتمبر 2008، لنظام التشغيل مايكروسوفت ويندوز، ونُقل لاحقًا إلى لينكس وماك أو إس وآي أو إس وأندرويد حيث يكون المتصفح الافتراضي المدمج في نظام التشغيل. يعد المتصفح أيضًا المكون الرئيسي لنظام التشغيل كروم، حيث يعمل كمنصة لتطبيقات الويب.
اعتمد بناؤه على المتصفح مفتوح المصدر كروميوم الذي يحتوي على بعض المكونات الجاهزة مفتوحة المصدر مثل ويب كيت، والذي كان جوجل كروم يستخدمه حتى الإصدار 27 باستثناء إصدارته لنظام آي أو إس. وبدءًا من الإصدار 28 استخدم جوجل كروم بلينك، وهو تحوير لويب كيت.
أهم الأشياء التي وُضعت في الاعتبار من البداية أثناء التصميم هي الثبات والسرعة والأمن وواجهة مستخدم بسيطة وفعالة وسهلة الاستخدام. ويدعم المتصفح واجهة المستخدم بعدة لغات من بينها اللغة العربية.
اعتبارًا من نوفمبر 2020، يقدر «عداد الإحصائيات - ستات كونتر» أن كروم يملك 70 ٪ من حصة سوق المتصفح في جميع أنحاء العالم (بعد أن بلغت ذروتها عند 72.38 ٪ في نوفمبر 2018) على أجهزة الكمبيوتر الشخصية، و66.12 ٪ عبر جميع الأنظمة الأساسية. بسبب هذا النجاح، وسعت جوجل اسم العلامة التجارية «كروم» ليشمل منتجات أخرى: كروم أو إس وكروم كاست وكروم بوك وكروم بت وكروم ُبكس وكروم بيز.

## التصميم
تم الاعتماد في تصميم المتصفح أساساً على الأمان والسرعة والثبات مقارنة بالمتصفحات الموجودة حالياً.

## بداية الفكرة
بدأت فكرة إنشاء متصفح جوجل كروم فعلياً حينما كان فريق العمل على جوجل جيرز (Google Gears) يعاني من مشكلة كون المتصفحات تستخدم خيطا واحدا لتنفيذ جميع العمليات. على سبيل المثال، عند فتح صفحة تحتوي على جافا سكريبت فإن أعمال المتصفح تتوقف حتى يتم الانتهاء من معالجة السكريبت مما يسبب بطئ شديد عند استعراض الصفحات ذات المحتوى الدسم من الجافا والفلاش.

## التاريخ
عارض الرئيس التنفيذي لشركة جوجل، إيريك شميت، تطوير متصفح ويب مستقل لمدة ست سنوات. وذكر أن «جوجل كانت في ذلك الوقت شركة صغيرة»، ولم يكن يريد المرور بـ «كدمات حرب المتصفحات». بعد أن استأجر المؤسسان المشاركان سيرجي برين ولاري بايج العديد من مطوري فايرفوكس وأنشأوا عرضًا توضيحيًا لمتصفح كروم، قال شميت «لقد كان جيدًا لدرجة أنه أجبرني على تغيير رأيي».
في سبتمبر 2004، ظهرت شائعات عن إنشاء جوجل لمتصفح ويب لأول مرة. ذكرت المجلات على الإنترنت والصحف الأمريكية في ذلك الوقت أن جوجل كانت توظف مطوري ويب سابقين من مايكروسوفت من بين آخرين. جاء كروم بعد فترة وجيزة من الإصدار الأخير 1.0 من فايرفوكس، والذي كان يتزايد في شعبيته ويأخذ حصة في السوق من إنترنت إكسبلور، الذي كان يعاني من مشاكل أمنية كبيرة. قاد تطوير المتصفح كروم ساندر بيتشاي.
منذ أوائل عام 2007 (إن لم يكن قبل ذلك بوقت طويل)، انتشرت شائعات حول تصميم متصفح الويب من قبل جوجل على الإنترنت. اشترت جوجل اسم مجال "متصفح الإنترنت جي"، والحرف جي "يشير إلى جوجل كما هو الحال بالنسبة لـ جي ميل.

### الإعلان
كان من المقرر في الأصل الإعلان عن الإصدار في 3 سبتمبر 2008، وكان من المقرر إرسال قصة مصورة كتبها سكوت ماكلاود إلى الصحفيين والمدونين لشرح الميزات الموجودة في المتصفح الجديد.
تم شحن النسخ المخصصة لأوروبا مبكرًا وقام المدون الألماني فيليب لينسين من Google Blogoscoped بعمل نسخة ممسوحة ضوئيًا من الكتاب الهزلي المكون من 38 صفحة والمتوفر على موقعه على الويب بعد استلامه في 1 سبتمبر  2008. قامت جوجل لاحقًا بإتاحة الكتاب الهزلي على كتب جوجل، وذكره على مدونتها الرسمية مع شرح للإصدار المبكر. تم تسمية المنتج كروم كاسم رمزي لمشروع التطوير الأولي، لأنه مرتبط بالسيارات السريعة والسرعة. احتفظت جوجل باسم مشروع التطوير باعتباره الاسم النهائي للإصدار، باعتباره لقب ساخر، حيث كان أحد الأهداف الرئيسية هو تقليل واجهة مستخدم كروم.
بعد أكثر من عام ونصف من العمل، كان من المقرر إعلان الإصدار في 3 سبتمبر 2008، وكان من المقرر إرسال كتاب هزلي من تأليف سكوت ماكلاود إلى المراسلين والمدونين يشرح خصائص ودوافع المتصفح الجديد، ولكن إلى ما يلي حادثة، تم الإعلان عن قصص مصورة ونشرها قبل يومين، في 1 سبتمبر 2008.
ومع ذلك، فقد علم خلال مؤتمر في يوليو 2009 أن إيريك شميت، الرئيس التنفيذي لشركة جوجل، أعلن أنه لمدة ست سنوات، كان ضد إرادة المؤسسين المشاركين سيرجي برين ولاري بيج بناء متصفح ويب مستقل ونظام التشغيل. وأوضح أن الشركة كانت ضعيفة في ذلك الوقت وأنه لا يريد أن يعاني من أضرار حرب تنافسية مع كبار البحارة حينها. بعد ذلك، استعان المؤسسون بالعديد من مطوري فايرفوكس وأنشأوا نسخة تجريبية من كروم. منذ ذلك الحين، غير إريك شميدت رأيه وأصبح بعد ذلك داعمًا كبيرًا لـ كروم وكروم أو إس.

### الإصدار التجريبي
تم طرح الإصدار التجريبي من البرنامج يوم 7 أكتوبر 2009. تم طرح نسخة ويندوز رقم (4.0.221.6) ونسخة ماك ولينكس رقم (4.0.221.8) وما بعدها بثلاثة وأربعين لغة مختلفة. وتم إصدار كتاب إلكتروني يشرح جوجل كروم وأسباب إصداره من قبل شركة جوجل.

### الإصدار العام
في 2 سبتمبر 2008، تم إطلاق المتصفح «جوجل كروم» للعلن لأول مرة لنظام التشغيل ويندوز إكس بي (وما بعده من الإصدارت)، مع 43 لغة مدعومة كإصدار تجريبي رسميً وكإصدار عام مستقر في 11 ديسمبر 2008. في نفس اليوم، لفتت أخبار سي نت الانتباه إلى مقطع في بيان شروط الخدمة للإصدار التجريبي، والذي يبدو أنه يمنح جوجل ترخيصًا لجميع المحتويات المنقولة عبر متصفح كروم. هذا المقطع موروث من شروط خدمة جوجل العامة. ردت جوجل على هذا النقد على الفور بالقول إن اللغة المستخدمة تم استعارتها من منتجات أخرى، وأزالت هذا المقطع من شروط الخدمة.
اكتسب كروم سريعًا حوالي 1٪ من حصة الاستخدام. بعد الزيادة الأولية، انخفضت حصة الاستخدام حتى وصلت إلى 0.69٪ في أكتوبر 2008. ثم بدأت في الارتفاع مجدداً. وبحلول ديسمبر 2008، تجاوز كروم عتبة 1٪ مرة أخرى.
في أوائل يناير 2009، ذكرت سي نت أن جوجل تخطط لطرح إصدارات كروم لنظام التشغيل لينكس وأو إس إكس في النصف الأول من العام. تم الإعلان عن أول معاينات رسمية لكروم لمطوري أو إس إكس ولينكس في 4 يونيو 2009، مع مشاركة مقالة مدونة تفيد بأنه يفتقد للعديد من الميزات وأن الغرض من إطلاقه الحصول على التعليقات المبكرة وليس الاستخدام العام. في ديسمبر 2009، أصدرت جوجل إصدارات تجريبية من كروم لنظامي التشغيل أو إس إكس ولينكس. كان الإصدار 5.0، الذي تم الإعلان عنه في 25 مايو 2010، أول إصدار ثابت يدعم جميع الأنظمة الأساسية الثلاثة.

#### تطوير
تم تجميع كروم من 25 مكتبة برمجية مختلفة من جوجل وجهات خارجية مثل مكتبة برامج لموزيلا «نتسكيب ذي وقت التشغيل المحمول»(تجعل بعض الميزات نتسكيب «محمولة» عندما لا تكون مدرجة في نظام التشغيل) وخدمات أمن الشبكات ومحرك الرسومات سكايا (لرسوميات الحاسوب) وإس كيو لايت وعدد أخر من المشاريع ذات المصادر المفتوحة.
تم اعتبار الآلة الافتراضية جافا سكريبت V8 مشروعًا مهمًا بدرجة كافية ليتم تقسيمها (كما كان الشأن بالنسبة للإصدار الرابع من معيار اللغة إي سي إم ايه سكريبت تامارين - لأدوبي / موزيلا) وتم التعامل معها من قبل فريق منفصل في الدنمارك بتنسيق من لارس باك في آرهوس. وفقًا لـجوجل، تم تصميم التطبيقات الحالية "للبرامج الصغيرة، حيث لم يكن أداء النظام وتفاعله بهذه الأهمية"، ولكن تطبيقات الويب مثل جي ميل "تستخدم متصفح الويب على أكمل وجه عندما يتعلق الأمر بمعالجات "نموذج كائن المستند"و"جافا سكريبت"، وبالتالي ستستفيد بشكل كبير من محرك جافا سكريبت الذي يمكن أن يعمل بشكل أسرع.
استخدم كروم في البداية محرك عرض «ويب كيت» لعرض صفحات الويب («ويب كيت» محرك تصميم ذومكونين أساسيين هما «ويب كور» و«جافا سكريبت كور»). في عام 2013، قامت جوجل بتفرع معدل على «الويب كور» لإنشاء محرك التخطيط الخاص ببلينك. استنادًا إلى «ويب كيت»، يستخدم بلينك مكونات «ويب كور» الخاصة بـ «ويب كيت» فقط، بينما يستبدل المكونات الأخرى بالمكونات الخاصة به، مثل «البنية متعددة العمليات». تم اختبار كروم داخليًا من خلال اختبار الوحدة، والاختبار الآلي لإجراءات المستخدم النصية، واختبار عشوائي، بالإضافة إلى اختبارات تخطيط «ويب كيت». يُزعم أن كروم قد اجتاز 99٪ منها، ومقابل مواقع الويب التي يتم الوصول إليها بشكل شائع داخل فهرس جوجل في غضون 20-30 دقائق.
أنشأت جوجل برنامج غيس" لـكروم، والذي أضاف ميزات لمطوري الويب تتعلق عادةً بإنشاء تطبيقات الويب، بما في ذلك الدعم في وضع عدم الاتصال. تخلصت جوجل تدريجياً من برنامج "غيس" حيث أصبحت الوظيفة نفسها متاحة في معايير إتش تي إم إل 5.
في 11 يناير 2011، أعلن مدير منتجات كروم، مايك جزايري، أن كروم سيزيل دعم ترميز الفيديوأتش 264 لمشغل «إتش تي إم إل 5» الخاص به، مشيرًا إلى الرغبة في جعل جوجل كروم أكثر انسجامًا مع برامج الترميز المفتوحة المتاحة حاليًا في مشروع الكرومنيوم الذي يعتمد عليه كروم. على الرغم من ذلك، في 6 تشرين الثاني (نوفمبر) 2012، أصدرت جوجل إصدارًا من كروم على نظام التشغيل ويندوز والذي أضاف أجهزة تسريع فك تشفير الفيديو أتش 264 . في أكتوبر 2013، أعلنت شركة سيسكو أنها مفتوحة المصدر لشفرات الترميز أتش 264 وسوف تغطي جميع الرسوم المطلوبة.
في 7 فبراير 2012، أطلقت جوجل «جوجل كروم بيتا» لأجهزة أندرويد 4.0. على العديد من الأجهزة الجديدة التي تعمل بنظام أندرويد 4.1 والإصدارات الأحدث المثبتة مسبقًا، يعد كروم هو المتصفح الافتراضي. في مايو 2017، أعلنت جوجل عن إصدار كروم لأجهزة الواقع المعزز والواقع الافتراضي.

## الخصائص
يتميز جوجل كروم بواجهة مستخدم مبسطة، مع تطبيق مبادئ واجهة المستخدم لاحقًا في المتصفحات الأخرى. على سبيل المثال، دمج شريط العناوين وشريط البحث في المربع متعدد الاستخدامات. ويتمتع كروم أيضًا بسمعة طيبة في أداء المتصفح القوي.

### الإشارات المرجعية ومزامنة الإعدادات
يسمح كروم للمستخدمين بمزامنة إشاراتهم المرجعية وسجلهم وإعداداتهم عبر جميع الأجهزة المحتوية على المتصفح. يتم ذلك عن طريق إرسال واستقبال البيانات من خلال حساب جوجل، والذي بدوره يقوم بتحديث جميع حالات تسجيل الدخول في كروم. يمكن مصادقة ذلك من خلال بيانات اعتماد جوجل أو عبر عبارة مرور خاصة بالمزامنة.

### بنية المتصفح والعمليات المتعددة
لحل المشكلة السابقة قام الفريق المطور لمتصفح جوجل كروم باقتباس فكرة الخيوط المتعددة من فلسفة نظم التشغيل. بحيث تعمل كل صفحة ويب مفتوحة في المتصفح بعمليتها الخاصة وبذاكرتها الخاصة. وبهذه الطريقة نضمن عدم إرهاق الذاكرة وتضخمها بسبب الإدارة السيئة للذاكرة في معظم متصفحات الويب. وهذه الميزة مفيدة جداً وخاصة في الحالات التي تتسبب فيها أحد الصفحات بانهيار المتصفح وجميع الصفحات المفتوحة. ففي حالة الخيوط المتعددة سيكون المتضرر هو الصفحة المفتوحة فقط بينما ستكون الصفحات الأخرى بمعزل عن الخطر. وفي نفس الوقت سيكون من الممكن تحرير الذاكرة وإرجاعها لقائمة الأماكن الشاغرة بشكل تلقائي من دون فاقد.

### الأداء

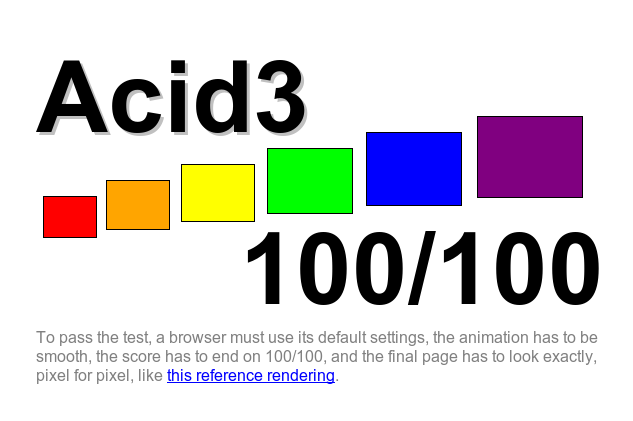
أداء جوجل كروم في اختبار أسيد3

اعتمد متصفح جوجل كروم على حزمة تطوير «ويب كيت» المفتوحة المصدر والسريعة الأداء كمحرك لعرض صفحات الويب. وهذه الحزمة هي نفسها المستخدمة في نظام تشغيل أندرويد للهواتف النقالة والتي تطورها جوجل حاليا. والفكرة الجديدة في المتصفح هو تطوير محرك تشغيل جافا سكريبت ذو سرعة عالية أُطلق عليه اسم «في 8» ويعمل على بيئة الآلة الافتراضية. وقد طور هذا الجزء من المشروع فريق من المطورين الدنماركيين لصالح جوجل. يتميز في 8 باستخدام أسلوب الكائنات المترابطة في عمله بحيث يمكن بسهولة تتبع الأخطاء حال حدوثها.

### دعم معايير الويب
اجتاز الإصدار الأول من جوجل كروم كلا من اختبارات أسيد1 وأسيد2. بدءًا من الإصدار 4.0، اجتاز كروم جميع جوانب اختبار أسيد3.
اعتبارًا من مايو 2011، يتمتع كروم بدعم جيد جدًا لـجافا سكريبت وفقًا لاختبار توافق المعايير262. يُبلغ هذا الاختبار عن عدد الاختبارات التي فشل المتصفح فيها باعتبارها النتيجة النهائية؛ وبالتالي فإن الدرجات الأقل تكون أفضل. في هذا الاختبار، حصل كروم الإصدار 37 على 10 نقاط فشل / نجح 11578. للمقارنة، سجل فايرفوكس 19 193 نقطة فشل / 11752 ناجحًا وإنترنت إكسبلورر 9 حصل على 600+ فشل، بينما فشل إنترنت إكسبلورر 10 في 7 نقاط.
في عام 2011، في مجموعة اختبارات أوراق الأنماط المتتالية 2.1 الرسمية من قبل منظمة التوحيد القياسي رابطة الشبكة العالمية، اجتاز ويب كيت، محرك عرض كروم، 89.75٪ (89.38٪ من 99.59٪ مغطاة) اختبارات «أوراق الأنماط المتتالية 2.1».
في اختبار معايير الويب إتش تي إم إل 5، حصل كروم 41 على 518 نقطة من أصل 555 نقطة، مما يجعله متقدمًا على أكثر خمسة متصفحات سطح المكتب شيوعًا. يسجل كروم 41 على أندرويد 510 من أصل 555 نقطة. يسجل كروم 44 526، أي أقل من الحد الأقصى بمقدار 29 نقطة فقط.

### الواجهة المستخدم
يتوافق مظهر برنامج جوجل مع المنطق الجمالي لنوافذ أنظمة التشغيل التي تم تثبيتها فيه. مهما كانت البيئة، يكون التصميم بسيطًا ومرتبًا، وفقًا لعادة مصممه. في مايكروسوفت ويندوز، يطبق كروم واجهة لونا لنظامي التشغيل ويندوز إكس بي وويندوز إرو لـويندوز فيستا و7. في نظام التشغيل ماك أو إس إكس، يندمج كروم أيضًا في الواجهة.
الفكرة المبتكرة في واجهة جوجل كروم هي استخدام ألسنة تبويب مقولبة مع تضمين شريط العنوان وأدوات التحكم في كل لسان تبويب. بهذه الطريقة تضمن جوجل أن شريط العنوان والأدوات تذهب مع لسان التبويب حال تحريكه أو قفله مما يعطي أقل واجهة ممكنة، ويفسح مساحة لعرض صفحات الويب. يضاف إلى ذلك تطوير خاصية البحث في المتصفح، بحيث ضمنت خاصية الإكمال التلقائي لكلمات البحث وأيضا البحث في تاريخ التصفح، مما يعني لا تخزين في المفضلة بعد اليوم. أما بالنسبة لصفحات البدء في المتصفح، فقد استبدلتها جوجل كروم بفلسفة جديدة بحيث تظهر مربعات مصفوفة للمواقع التسع الأكثر زيارة وقائمة بالمواقع التي يتم البحث فيها دائما، كل ذلك في صفحة واحدة وبترتيب متناغم.
بشكل افتراضي، تشتمل واجهة المستخدم الرئيسية على أزرار للخلف والأمام والتحديث / الإلغاء والقائمة. لا يظهر زر الصفحة الرئيسية افتراضيًا، ولكن يمكن إضافته من خلال صفحة الإعدادات لنقل المستخدم إلى صفحة علامة التبويب الجديدة أو الصفحة الرئيسية المخصصة.
تعد علامات التبويب المكون الرئيسي لواجهة مستخدم كروم وقد تم نقلها إلى أعلى النافذة بدلاً من أسفل عناصر التحكم. يتناقض هذا التغيير الدقيق مع العديد من المتصفحات المبوبة الحالية والتي تستند إلى النوافذ وتحتوي على علامات تبويب. يمكن نقل علامات التبويب، بحالتها، بسلاسة بين حاويات النوافذ عن طريق السحب. تحتوي كل علامة تبويب على مجموعة عناصر تحكم خاصة بها، بما في ذلك المربع متعدد الاستخدامات.
المربع متعدد الاستخدامات هو مربع «محدد موقع الموارد الموحد» يجمع بين وظائف كل من شريط العناوين ومربع البحث. إذا أدخل مستخدم عنوان «محدد موقع الموارد الموحد» لموقع تم البحث عنه مسبقًا، فإن كروم يسمح بالضغط على التبويب للبحث في الموقع مرة أخرى مباشرة من المربع متعدد الاستخدامات. عندما يبدأ المستخدم في الكتابة في المربع متعدد الاستخدامات، يقدم كروم اقتراحات للمواقع التي تمت زيارتها سابقًا (بناءً على عنوان «محدد موقع الموارد الموحد» أو النص الموجود في الصفحة)، ومواقع الويب الشائعة (التي لم تتم زيارتها من قبل بالضرورة - بدعم من بحث جوجل الفوري) وعمليات البحث الشائعة. بالرغم من إمكانية إيقاف البحث الفوري، لا يمكن إيقاف تشغيل الاقتراحات المستندة إلى المواقع التي تمت زيارتها مسبقًا. سيقوم كروم أيضًا بالإكمال التلقائي لعناوين «محدد موقع الموارد الموحد» للمواقع التي تمت زيارتها كثيرًا. إذا قام أحد المستخدمين بكتابة كلمات رئيسية في المربع متعدد الاستخدامات والتي لا تتطابق مع أي مواقع ويب تمت زيارتها مسبقًا وضغط على إدخال، فسيقوم كروم بإجراء البحث باستخدام محرك البحث الافتراضي.
إحدى ميزات كروم المميزة هي صفحة علامة تبويب جديدة، والتي يمكن أن تحل محل الصفحة الرئيسية للمتصفح ويتم عرضها عند إنشاء علامة تبويب جديدة. في الأصل، عرض هذا صورًا مصغرة لمواقع الويب التسعة الأكثر زيارة، إلى جانب عمليات البحث المتكررة والإشارات المرجعية الحديثة وعلامات التبويب المغلقة مؤخرًا؛ مشابه لـ إنترنت إكسبلورر وفايرفوكس مع شريط أدوات جوجل، أو الطلب السريع في أوبرا. في جوجل كروم 2.0، تم تحديث صفحة علامة التبويب الجديدة للسماح للمستخدمين بإخفاء الصور المصغرة التي لا يريدون ظهورها.
بدءًا من الإصدار 3.0، تم تجديد صفحة علامة التبويب الجديدة لعرض الصور المصغرة لمواقع الويب الثمانية الأكثر زيارة. يمكن إعادة ترتيب الصور المصغرة وتثبيتها وإزالتها. بدلاً من ذلك، يمكن عرض قائمة الروابط النصية بدلاً من الصور المصغرة. كما أنه يحتوي على شريط «مغلق مؤخرًا» يعرض علامات التبويب المغلقة حديثًا وقسم «تلميحات» يعرض تلميحات ونصائح لاستخدام المتصفح.
يشتمل كروم على قائمة فرعية للإشارات المرجعية التي تسرد إشارات المستخدم المرجعية، وتوفر وصولاً سهلاً إلى مدير الإشارات المرجعية في كروم، وتتيح للمستخدم التبديل بين تشغيل شريط الإشارات أو إيقاف تشغيله.
بالنسبة لمطوري الويب، يتميز كروم بمفتش العناصر (أدوات تطوير المواقع)، على غرار ملحق متصفح فايربج، والذي يسمح للمستخدمين بالنظر في «نموذج كائن المستند» ومعرفة مكونات صفحة الويب.
يحتوي كروم على عناوين «محدد موقع الموارد الموحد» خاصة تقوم بتحميل صفحات خاصة بالتطبيقات بدلاً من مواقع الويب أو الملفات على القرص. يتمتع كروم أيضًا بقدرة مضمنة على تمكين الميزات التجريبية.
في مارس 2011، قدمت جوجل شعارًا مبسطًا جديدًا ليحل محل الشعار السابق ثلاثي الأبعاد الذي تم استخدامه منذ بداية المشروع. أوضح مصمم جوجل ستيف رورا أسباب الشركة للتغيير: «نظرًا لأن كروم» يدور«يجعل تجربتك على الويب سهلة وخالية من الفوضى قدر الإمكان، فقد قمنا بتحديث رمز كروم لتمثيل هذه المشاعر بشكل أفضل. يجسد رمز أبسط لروح كروم - لجعل الويب أسرع وأخف وأسهل للجميع.»
في سبتمبر 2013، بدأت جوجل في جعل تطبيقات كروم «لسطح المكتب». وهذا يعني الوصول في وضع عدم الاتصال، واختصارات سطح المكتب، وتقليل الاعتماد على كروم - يتم تشغيل التطبيقات في نافذة منفصلة عن كروم، وتبدو أشبه بالتطبيقات الأصلية.
في 2 يناير 2019، قدمت جوجل سمة «الظلام الأصلي» لمتصفح كروم على نظام التشغيل ويندوز 10.

### الإضافات
المتصفح يسمح بإضافة خصائص ومزايا متقدمة جديدة له من خلال برامج صغيرة تسمى اكتنشنز يتم تحميلها مجاناً من متجر كروم (من هنا).

#### أمثلة
- دروبوكس (Dropbox)
- خرائط جوجل (Google maps)
- إتش تي تي بي إس في كل مكان (HTTPS Everywhere)

### السمات
بدءًا من الإصدار 3.0، تم تمكين المستخدمين من تثبيت سمات لتغيير مظهر المتصفح. تتوفر العديد من السمات المجانية في معرض عبر الإنترنت يمكن الوصول إليه من خلال زر «الحصول على السمات» في خيارات كروم.

### الترجمة التلقائية لصفحات الويب
بدءًا من الإصدار 4.1، تم إضافة شريط ترجمة مضمن باستخدام ترجمة جوجل. الترجمة متاحة لـ 52 لغة حاليًا. عندما يكتشف كروم لغة أجنبية غير اللغة المفضلة للمستخدم التي تم تعيينها أثناء التثبيت، فإنه يسأل المستخدم ما إذا كان يريد الترجمة أم لا.

### الأمان والحماية
دعمت جوجل متصفحها الجديد بالعديد من ميزات الأمان والسرية التي نفتقدها في متصفحات اليوم. من أهم هذه الميزات إمكانية فتح صفحة جديدة للقراءة فقط ويقصد بذلك أنه خلال تصفحك لموقع ما فإن كل تفاعلاتك مع الموقع لن تسجل في ذاكرة المتصفح. الخاصية الثانية هي تحذير المستخدم من الصفحات الضارة على الشبكة العنكبوتية مثل البرامج الضارة والتصيد وذلك بتوفير بيئة لعب تعمل بصلاحيات دنيا بحيث لا يمكن للموقع الضار التأثير على جهاز الضحية. كما أن معلومات المواقع الضارة تحدث دوريا عن طريق خدمة مجانية من جوجل. وينطبق نفس الكلام على الإضافات للمتصفح. فكل إضافة ستعمل تحت بيئة آمنة بحيث لا يمكن استغلالها سلبا.
يسترد كروم بشكل دوري تحديثات قائمتين محظورتين (واحدة للتصيد الاحتيالي والأخرى للبرامج الضارة)، ويحذر المستخدمين عند محاولتهم زيارة موقع تم الإبلاغ عنه على أنه ضار. هذه الخدمة متاحة أيضًا للاستخدام من قبل الآخرين عبر واجهة برمجة تطبيقات عامة مجانية تسمى «تصفح جوجل الآمن».
يستخدم كروم نموذج لتخصيص عملية التبويب الآلية وتحديد الصلاحيات. باستخدام «مبدأ الامتياز الأقل»، لا يمكن لكل عملية علامة تبويب التفاعل مع وظائف الذاكرة الهامة (مثل ذاكرة نظام التشغيل، ملفات المستخدم) أو عمليات علامة التبويب الأخرى - على غرار «الوضع المحمي» من مايكروسوفت المستخدم بواسطة إنترنت إكسبلورر 9 أو إصدار أحدث. يقال أن فريق الملعب قد «أخذ حدود العملية الحالية وجعلها في السجن». هذا يفرض نموذج أمان الكمبيوتر حيث يوجد مستويان من الأمان متعدد المستويات (المستخدم وصندوق الحماية) ويستطيع وضع الحماية فقط استجابة لطلبات الاتصال التي يبدأها المستخدم. في وضع الحماية لينكس يستخدم وضع «وضع الحوسبة الآمنة».
في يناير 2015، أفاد موقع تورنت فري أن استخدام كروم عند الاتصال بالإنترنت باستخدام "في بي أن" يمكن أن يكون مشكلة أمنية خطيرة بسبب دعم المتصفح لـ"اتصالات الويب في الوقت الفعلي".
في 9 سبتمبر 2016، تم الإبلاغ أنه بدءًا من كروم 56، سيتم تحذير المستخدمين عند زيارتهم لمواقع «بروتوكول نقل النص الفائق» غير الآمنة لتشجيع المزيد من المواقع على الانتقال إلى «بروتوكول نقل النص الفائق الآمنة».
في 4 ديسمبر 2018، أعلنت جوجل عن إصدارها كروم 71 مع ميزات أمان جديدة، بما في ذلك نظام إعلان مدمج. بالإضافة إلى ذلك، أعلنت جوجل أيضًا عن خطتها للقضاء على مواقع الويب التي تجعل الأشخاص يشتركون قسريًا في خطط اشتراك الهاتف المحمول.
في 2 سبتمبر 2020، مع إصدار كروم 85، وسعت جوجل دعم «نظام أسماء النطاقات الآمن» في كروم لنظام أندرويد. تم تصميم «نظام أسماء النطاقات - عبر- بروتوكول نقل النص التشعبي الآمن» (دي أو أتش) لتحسين الأمان والخصوصية أثناء تصفح الويب. تحت التحديث، يتحول كروم تلقائيًا إلى «دي أو أتش»، إذا كان مزود «نظام أسماء النطاقات» الحالي يدعم الميزة.

#### إدارة كلمة المرور
ويندوز
منذ عام 2008، تم خطأ كروم لعدم تضمين كلمة مرور رئيسية لمنع الوصول غير الرسمي إلى كلمات مرور المستخدم. أشار مطورو كروم إلى أن كلمة المرور الرئيسية لا توفر أمانًا حقيقيًا ضد المتسللين المصممين ورفضوا تنفيذها. تم وضع علامة «وأنت فكس» على الأخطاء التي تم إرسالها بشأن هذه المشكلة. اعتبارًا من فبراير 2014، يطلب جوجل كروم من المستخدم إدخال كلمة مرور حساب ويندوز قبل إظهار كلمات المرور المحفوظة.
لينكس
على نظام لينكس، يمكن لـ جوجل كروم / الكروميوم تخزين كلمات المرور بثلاث طرق:
- كيرينغ جنوم
- كي ولت
- نص عادي

يختار جوجل كروم / الكروميوم المتجر الذي سيتم استخدامه تلقائيًا، بناءً على بيئة سطح المكتب المستخدمة.
كلمات المرور المخزنة في«كيرينغ جنوم» أو «كي ولت» مشفرة على القرص، ويتم التحكم في الوصول إليها بواسطة برنامج خفي مخصص. كلمات المرور المخزنة في نص عادي غير مشفرة. لهذا السبب، عندما يكون «كيرينغ جنوم» أو «كي ولت» قيد الاستخدام، فإن أي كلمات مرور غير مشفرة تم تخزينها مسبقًا يتم نقلها تلقائيًا إلى المتجر المشفر.
تمت إضافة دعم استخدام «كيرينغ جنوم» و«كي ولت» في الإصدار 6، ولكن استخدام هذين (عند توفرهما) لم يتم جعله الوضع الافتراضي حتى الإصدار 12.
على الرغم من أن جوجل كروم / الكروميوم يختار المتجر الذي سيتم استخدامه تلقائيًا، يمكن أيضًا تحديد المتجر الذي سيتم استخدامه باستخدام يدويا.
ماك أو إس
اعتبارًا من الإصدار 45، لم يعد مدير كلمات مرور جوجل كروم مدمجًا مع كي تشن، نظرًا لأن هدف التوافق التشغيلي لم يعد ممكنًا. أعلنت جوجل عن شعار جوجل كروم جديد لنظام ماك أو إس بيغ سور لِيَتَوافق بشكل أفضل مع تصميم واجهة نظام التشغيل.

#### الثغرات الأمنية
لم يتم استغلال أي ثغرات أمنية في كروم في السنوات الثلاث من «بون2أون» من 2009 إلى 2011.
في بون2أون 2012، هُزم كروم على يد فريق فرنسي استخدم ثغرات يوم الصفر في إصدار فلاش الذي تم شحنه مع كروم للتحكم الكامل في جهاز كمبيوتر يعمل بنظام ويندوز 7 بإصدار 64 بت كاملًا باستخدام موقع ويب مفخخ تغلب على وضع الحماية لـ كروم.
تم اختراق كروم مرتين في «كان-سك-يست» بونيوم 2012. قدم جيسون كيرسي رد جوجل الرسمي على الثغرات، الذي هنأ الباحثين، مشيرًا إلى أن: «التقديم عمل فني يستحق مشاركة وتقدير على نطاق أوسع.» تم نشر إصلاحات هذه الثغرات في غضون 10 ساعات من التقديم.
يحدث عدد كبير من الثغرات الأمنية في كروم في أدوبي فلاش بلاير. على سبيل المثال، اعتمد هجوم 2016 بون2أون الناجح على كروم على أربع ثغرات أمنية. كانت اثنتان من الثغرات الأمنية في فلاش، وواحدة في كروم، والأخرى في نواة ويندوز. في عام 2016، أعلنت جوجل أنها تخطط للتخلص التدريجي من أدوبي فلاش بلاير في كروم، بدءًا من الإصدار 53. وتتمثل المرحلة الأولى من الخطة في تعطيل فلاش للإعلانات و«تحليلات الخلفية»، بهدف نهائي يتمثل في تعطيله تمامًا بواسطة نهاية العام، باستثناء المواقع المحددة التي تعتبرها جوجل معطلة بدونها. ستتم إعادة تمكين الفلاش بعد ذلك مع استبعاد الإعلانات والتحليلات الخلفية على أساس كل موقع على حدة.
الوثائق المسربة التي نشرتها ويكيليكس، التي تحمل الاسم الرمزي فولت 7 والمؤرخة من 2013 إلى 2016، توضح بالتفصيل قدرات وكالة المخابرات المركزية، مثل القدرة على اختراق متصفحات الويب (بما في ذلك جوجل كروم).

#### منع البرامج الضارة وحظر الإعلانات
قدمت جوجل الحماية من فحص التنزيل في كروم 17. في فبراير 2018، قدمت جوجل ميزة حظر الإعلانات بناءً على توصيات من مكتب الإعلان التفاعلي. يتم إعطاء المواقع التي تستخدم إعلانات غازية تحذيرًا لمدة 30 يومًا، وبعد ذلك سيتم حظر إعلاناتها. أوصت تقاريرمنظمات حماية المستهلك بتثبيت أدوات مخصصة لحظر الإعلانات بدلاً من ذلك، والتي توفر مزيدًا من الأمان ضد البرامج الضارة والتتبع.
- يدعم كروم، حتى الإصدار 45، المكونات الإضافية بواجهة برمجة تطبيق لتوصيل نتسكيب («أن بي أي بي إي»)،[88] بحيث تعمل المكونات الإضافية (على سبيل المثال أدوبي فلاش بلاير) كعمليات منفصلة غير مقيدة خارج المتصفح ولا يمكن وضع الحماية لها مثل علامات التبويب. آكتيف إكس غير مدعوم.[88] منذ عام 2010، أصبح أدوبي فلاش بلاير جزءًا لا يتجزأ من كروم ولا يحتاج إلى تثبيته بشكل منفصل. يتم تحديث فلاش كجزء من تحديثات كروم الخاصة.[89] كان دعم بريمجات جافا متاحًا في كروم مع التحديث 12 من جافا 6 والإصدارات الأحدث.[90] تم توفير الدعم لـ جافا ضمن ماك أو إس بواسطة تحديث جافا تم إصداره في 18 مايو 2010.[91]
- في 12 أغسطس 2009، قدمت جوجل بديلاً لـ «أن بي أي بي إي» وهو أكثر قابلية للنقل وأكثر أمانًا [92] يسمى «واجهة برمجة تطبيق لتوصيل الفلفل» (بي بي أي بي إي).[93] كان «بي بي أي بي إي» أدوبي فلاش بلاير الافتراضي المجمّع (أو مشغل فلاش المستند إلى «بي بي أي بي إي») متاحًا على نظام التشغيل كروم أولاً، ثم استبدل «أن بي أي بي إي» أدوبي فلاش بلاير على لينكس من الإصدار 20 من كروم، على ويندوز من الإصدار 21 (والذي قلل أيضًا من تعطل فلاش بنسبة 20٪)،[94] وفي النهاية جاء إلى ماك أو إس في الإصدار 23.
- في 23 سبتمبر 2013، أعلنت جوجل أنها ستوقف دعم «أن بي أي بي إي» ثم تزيله. تمت إزالة دعم «أن بي أي بي إي» من لينكس في الإصدار 35 من كروم.[95] لم يعد بإمكان مكونات «أن بي أي بي إي» الإضافية مثل جافا العمل في كروم (ولكن هناك حلول بديلة لـ فلاش باستخدام «بي بي أي بي إي» أدوبي فلاش بلاير على لينكس بما في ذلك الكروميوم).[96]
- في 14 أبريل 2015، أصدرت جوجل كروم v42، لتعطيل «أن بي أي بي إي» افتراضيًا. هذا يجعل المكونات الإضافية التي لا تحتوي على نظير «بي بي أي بي إي» الإضافي غير متوافقة مع كروم، مثل جافا ومايكروسوفت سيلفرلايت ويونيتي. ومع ذلك، يمكن تمكين دعم «أن بي أي بي إي» من خلال قائمة كروم، حتى إصدار الإصدار 45 في 1 سبتمبر 2015، والذي أزال دعم «أن بي أي بي إي» تمامًا.[97]

### الاستقرار
يتم تنفيذ بنية متعددة العمليات في «كروم» حيث يتم افتراضيًا تخصيص عملية منفصلة لكل مثيل موقع ومكوِّن إضافي. يُطلق على هذا الإجراء اسم عزل العملية، وهو يمنع المهام من التدخل مع بعضها البعض، مما يزيد من الأمن والاستقرار. تمكن المهاجم الذي نجح في الوصول إلى تطبيق واحد من الوصول إلى أي تطبيق آخر، ويؤدي الفشل في حالة واحدة إلى ظهور شاشة «ساد طاب»، على غرار «ساد ماك» المعروف، ولكن تعطل علامة تبويب واحدة فقط بدلاً من التطبيق بأكمله. تفرض هذه الإستراتيجية تكلفة ثابتة لكل عملية مقدمًا، ولكنها تؤدي إلى تقليل حجم الذاكرة بمرور الوقت حيث يقتصر التجزئة على كل حالة ولا يحتاج إلى مزيد من عمليات تخصيص الذاكرة. تم تبني هذه العمارة في سفاري  وفايرفوكس.
يشتمل كروم على أداة مساعدة لإدارة العمليات تسمى «مدير مهام» والتي تتيح للمستخدمين معرفة المواقع والمكونات الإضافية التي تستخدم أكبر قدر من الذاكرة، وتنزيل معظم وحدات البايت والإفراط في استخدام وحدة المعالجة المركزية وتوفر القدرة على إنهاءها. ويمكن استخدام إدارة المهام لتحديد أولوية العمليات، وإنهاء العمليات قسرا، وإيقاف التشغيل، إعادة تحميل النظام، السبات أو تسجيل الخروج. يضمن الإصدار 23 من كروم لمستخدميه عمر بطارية محسّن للأنظمة التي تدعم فك تشفير الفيديو المسرّع من خلال «وحدة معالجة الرسوميات» في كروم.

### دعم المعايير المفتوحة
كما أن متصفح جوجل يوفر بيئة تصفح مثالية للمستخدم، فإنه في الوقت ذاته يوفر بيئة تطوير مرنة للمطورين بفضل تبنيه للمعايير المفتوحة.

## المنصات
يعمل الإصدار الحالي من كروم على:
- ويندوز 10 أو أحدث[105]
- أو إس إكس إل كابيتان أو أحدث[105]
- إصدارات 64 بت من أوبونتو14.04+ ودبيان 8+ وأوبن سوزي 13.3+ وفيدورا 24+[105]
- أندرويد لوليبوب أو إصدار أحدث
- آي أو إس 12 أو أحدث

اعتبارًا من أبريل 2016، تتوفر إصدارات 32 بت و64 بت مستقرة لنظام التشغيل ويندوز، مع وجود إصدارات 64 بت مستقرة فقط متاحة لنظامي التشغيل لينكس وماك أو إس. أصبحت إصدارات ويندوز 64 بت متاحة في قناة المطورين وكما يبني «كناري» في 3 يونيو 2014، [220] في القناة التجريبية في 30 يوليو 2014، وفي القناة الثابتة في 26 أغسطس 2014. أصبحت إصدارات 64 بت من ماك أو إس متاحة مع إصدارات «كناري» في 7 نوفمبر 2013، في القناة التجريبية في 9 أكتوبر 2014، وفي القناة الثابتة في 18 نوفمبر 2014.
بدءًا من إعلان الإصدار 89، لن يكون كروم مدعومًا إلا على معالجات إنتل وإنتل إكس 86 وإيه إم دي مع مجموعة «ملحقات 3 لتعليمات تدفق سي أي أم دي».

### أندرويد
تم إطلاق إصدار تجريبي لأجهزة أندرويد أيس كريم ساندويتش في 7 فبراير 2012، وهو متاح لعدد محدود من البلدان من طرف جوجل بلاي.
الميزات البارزة: المزامنة مع سطح المكتب كروم لتوفير نفس الإشارات المرجعية وعرض نفس علامات تبويب المتصفح،  عرض مسبق للصفحة، تسريع الأجهزة.
العديد من أحدث ميزات إتش تي إم إل 5: جميع ميزات منصات الويب تقريبًا: لوحة تسريع "جي بي يو"، بما في ذلك التحولات "سي أس أس" 3دي، و"سي أس أس" المتحركة، والرسوميات الشعاعية أس في جي، وبروتوكول ويب-سوكت (بما في ذلك الرسائل الثنائية)، وعمال مختصون؛ لديه دعم التمرير الفائض، ودعم قوي لفيديو "إتش تي إم إل 5"، وإمكانيات جديدة مثل واجهة برمجة التطبيقات:"قاعدة بيانات مفهرسة - إندكسد ظاطابيس" وبرنامج الجافا سكريبت:"عمال الويب - ويب وركرز" وذاكرة التخزين المؤقت للتطبيق وملفات واجهات برمجة تطبيقات (كـإن تي إف إس وفّات)، ومنتقي التاريخ والوقت، وأجزاء من واجهة برمجة تطبيقات للالتقاط الوسائط. يدعم أيضًا الميزات الموجهة للجوّال مثل توجيه الجهاز وتحديد الموقع الجغرافي.
تخصيصات الهاتف المحمول: تبديل علامة تبويب إيماءة التمرير، تسمح معاينة الرابط بتكبير الروابط (المتعددة) لضمان النقر فوق الرابط المطلوب، تعزيز حجم الخط لضمان إمكانية القراءة بغض النظر عن مستوى التكبير.
تتضمن الميزات المفقودة في إصدار «الهاتف المحمول»: علامات تبويب «صندوق الرمل»، التصفح الآمن،تطبيقات أو إضافات، أدوبي فلاش (حاليًا وفي المستقبل)،  «زبون محلي» لجوجل، والقدرة على «تصدير بيانات المستخدم» مثل قائمة علامات التبويب المفتوحة أو محفوظات الاستعراض الخاصة بهم إلى ملفات محلية محمولة.
تغييرات التطوير: تصحيح الأخطاء عن بُعد، تم تنفيذ جزء من طبقة المتصفح باستعمال لغة جافا، والتواصل مع بقية كود كروميوم وويب كيت من خلال «روابط جافا الأصلية». برنامج «كروم لنظام أندرويد» هو تفرع من مشروع كروميوم. من الأولويات نشر معظم التعليمات البرمجية الجديدة والمعدلة إلى «كروميوم» و«ويب كيت» لحل التفرع.
تضمن تحديث 17 أبريل 2012 التوفر بـ31 لغة إضافية وفي جميع البلدان التي يتوفر فيها جوجل بلاي. يمكن أيضًا طلب إصدار «لسطح المكتب» من موقع الويب بدلاً من إصدار «للهاتف المحمول». بالإضافة إلى ذلك، يمكن لمستخدمي أندرويد الآن إضافة «إشارات مرجعية» إلى شاشات أندرويد الرئيسية الخاصة بهم وتحديد التطبيقات التي يجب أن تتعامل مع الروابط المفتوحة في كروم.
في 27 يونيو 2012، تجاوز «جوجل كروم» لنظام أندرويد مرحلة الإصدار التجريبي وأصبح مستقرًا.
كان كروم 18.0.1026311، الذي تم إصداره في 26 سبتمبر 2012، هو الإصدار الأول من «جوجل كروم» لنظام أندرويد لدعم الأجهزة المحمولة القائمة على إنتل إكس 86.
بدءًا من الإصدار 25، صار «إصدار كروم لنظام أندرويد» يحاذي «إصدار سطح المكتب»، وعادة ما توفرت إصدارات مستقرة جديدة في نفس الوقت للإصدارين. في 10 يناير 2013، مع الإصدار 25، أعلنت جوجل عن إقتراح «قناة تجريبية منفصلة» لمتصفح كروم لنظام أندرويد. اعتبارًا من عام 2013، يتوفر إصدار تجريبي منفصل من كروم في متجر جوجل بلاي - ويمكن تشغيله جنبًا إلى جنب مع الإصدار الثابت.

### نظام تشغيل كروم أو إس
جوجل كروم هو أساس نظام تشغيل جوجل كروم أو إس الذي يتم شحنه على أجهزة معينة من شركاء جوجل التصنيعيين. تتميز واجهة المستخدم بتصميم بسيط يشبه متصفح جوجل كروم. يستهدف نظام التشغيل كروم أو إس المستخدمين الذين يقضون معظم وقت الكمبيوتر على الويب؛ التطبيقات الوحيدة الموجودة على الأجهزة هي متصفح يتضمن مشغل وسائط ومدير ملفات. أعلنت جوجل عن نظام التشغيل كروم أو إس في 7 يوليو 2009.

### آي أو إس
يتوفر كروم على نظام تشغيل آي أو إس للجوال من أبل مثل جوجل كروم لنظام آي أو إس. تم إصداره في متجر تطبيقات الخاص بأبل في 26 يونيو 2012، وهو يدعم أجهزة آي باد وآيفون وآي بود تاتش، ويتطلب الإصدار الحالي تثبيت آي أو إس 12.0 أو إصدار أحدث على الجهاز. وفقًا لمتطلبات أبل للمتصفحات التي تم إصدارها من خلال متجر التطبيقات الخاص بهم، يستخدم هذا الإصدار من كروم «ويب كيت» لآي أو إس - وهو محرك ومكونات عرض المحمول الخاصة بشركة أبل، والتي تم تطويرها لمتصفح سفاري - وبالتالي فهي محظورة من استخدام محرك جافا سكريبت V8 الخاص بشركة. جوجل كروم هو متصفح الويب الافتراضي لتطبيق آي أو إس جي ميل، ولكن لا يمكن استخدامه كتطبيق افتراضي على مستوى الجهاز لفتح صفحات الويب لأن «أبل» لم توفر لمستخدمي «آي أو إس» خيار تغيير الإعداد الافتراضي من سفاري.
في بحث أجرته شركة الإعلانات شتيكا، لوحظ أن جوجل كروم يمتلك 1.5٪ من سوق متصفحات الويب «آي أو إس» اعتبارًا من 18 يوليو 2012. في أكتوبر 2013، استحوذ جوجل كروم على 3٪ من سوق متصفحات «آي أو إس».

### لينكس
في توزيعات لينكس، انتهى دعم معالجات إنتل 32 بت في مارس 2016 على الرغم من استمرار دعم كروميوم. اعتبارًا من الإصدار 26 من جوجل كروم، قد يتم تحديث تثبيتات لينكس للمتصفح فقط على الأنظمة التي تدعم جي سي سي v4.6 وجي تي كا v2.24 أو أحدث. وبالتالي، فإن الأنظمة التي تم إهمالها تشمل (على سبيل المثال) دبيان 6' 2.20 وأغ أه إي أل 6' 2.18.

### ويندوز
انتهى دعم جوجل كروم على ويندوز إكس بي وويندوز فيستا في أبريل 2016. كان الإصدار الأخير من جوجل كروم الذي يمكن تشغيله على نظامي التشغيل ويندوز إكس بي وويندوز فيستا هو الإصدار 49.0.2623.112، الذي تم إصداره في 7 أبريل 2016، ثم أعيد إصداره في 11 أبريل 2016.
كان من المفترض أن ينتهي دعم جوجل كروم على نظام التشغيل ويندوز 7 في 15 يوليو 2021، ولكن نظرًا لوباء مرض فيروس كورونا 2019 المستمر وكانت الشركات تستغرق وقتًا أطول للانتقال إلى نظام التشغيل ويندوز 10، تم تأجيل تاريخ انتهاء الدعم في يناير على الأقل 15، 2022.
تم تقديم «وضع ويندوز 8» في عام 2012 وتم إيقافه منذ ذلك الحين. تم توفيره لقناة المطورين، مما مكّن مستخدمي ويندوز 8 وويندوز 8.1 من تشغيل كروم بواجهة ملء الشاشة ومحسّنة للكمبيوتر اللوحي، مع إمكانية الوصول إلى وظائف الالتقاط والمشاركة والبحث. في أكتوبر 2013، تم تغيير وضع ويندوز 8 على قناة المطور لاستخدام بيئة سطح المكتب تحاكي واجهة نظام التشغيل كروم مع نظام نوافذ مخصص وشريط مهام لتطبيقات الويب. تمت إزالة هذا في الإصدار 49 وسيفقد المستخدمون الذين قاموا بالترقية إلى ويندوز 10 هذه الميزة.

### ماك أو إس
أسقطت جوجل دعمها لنظام التشغيل ماك أو إس إكس ليوبارد مع إصدار كروم 22. انتهى دعم إصدارات 32 بت من كروم في نوفمبر 2014 بإصدار كروم 39.

## استقبال
قوبل جوجل كروم بالإشادة عند إصداره. في عام 2008، لخص ماثيو مور من الديلي تلغراف حكم المراجعين الأوائل: «جوجل كروم جذاب وسريع وله بعض الميزات الجديدة الرائعة ...».
في البداية، ورد أن مايكروسوفت قللت من أهمية التهديد من كروم وتوقعت أن يتبنى معظم الناس إنترنت إكسبلورر 8. قالت برمجيات أوبرا أن "كروم سيعزز الويب باعتباره أكبر منصة تطبيقات في العالم". ولكن بحلول 25 فبراير 2010، ذكرت مجلة بلومبيرغ بيزنس ويك أنه "لأول مرة منذ سنوات، يتم ضخ الطاقة والموارد في المتصفحات، والبرامج الموجودة في كل مكان للوصول إلى المحتوى على الويب. ويرجع الفضل في هذا الاتجاه - نعمة للمستهلكين - إلى طرفان. الأول هو جوجل، التي أدت خططها الكبيرة لمتصفح كروم إلى زعزعة مايكروسوفت من سباتها التنافسي وأجبرت عملاق البرمجيات على إيلاء اهتمام جديد لمتصفحها الخاص، إنترنت إكسبلورر. توقفت مايكروسوفت عن بذل جهود لتحسينه. بعد ذلك انتصرت في حرب المتصفح الأخيرة، مما أدى إلى موت نتسكيب. والآن عادت إلى العمل. قالت مؤسسة موزيلا:" أن إدخال كروم في سوق متصفح الويب يأتي على أنه ليس مفاجأة حقيقية "، وأن" كروم لا يهدف إلى التنافس مع فايرفوكس"، علاوة على أنه لن يؤثر على علاقة أرباح جوجل مع مؤسسة موزيلا.
مع هيمنتها في سوق مستعرضات الويب، تم اتهام جوجل باستخدام تطوير كروم وبلينك لدفع معايير الويب الجديدة التي اقترحتها جوجل داخليًا والتي تم تنفيذها لاحقًا من طرف خدماتها أولاً وقبل كل شيء. وقد أدى ذلك إلى عيوب في الأداء ومشكلات التوافق مع المتصفحات المنافسة، وفي بعض الحالات، رفض المطورون عمدًا اختبار مواقعهم على أي متصفح آخر غير كروم. ذهب توم وارين من ذا فيرج إلى أبعد من مقارنة كروم بـ إنترنت إكسبلورر 6، المتصفح الافتراضي لنظام التشغيل ويندوز إكس بي والذي غالبًا ما كان يستهدفه المنافسون نظرًا لانتشاره المشابه في كل مكان في أوائل العقد الأول من القرن الحادي والعشرين.
في عام 2019، واجهت جوجل انتقادات مماثلة بشأن التغييرات المخطط لها على واجهة برمجة تطبيقات الإضافات الخاصة بها لمتصفح كروم (يُطلق عليها «منيفست ف3»)، والتي من شأنها أن تمنع فعالية أشكال معينة من برامج حظر الإعلانات من خلال منع استخدام «ويب ركوست أي بي إي - طلب الويب» لحظر وتعديل اتصالات الشبكة. تنوي جوجل أن تنتقل الإضافات إلى واجهة برمجة تطبيقات أخرى تُعرف باسم «دكلغتف ويب ركوست أي بي إي - طلب الويب التعريفي»، والتي تسمح للإضافة بإعداد قواعد مُعدة مسبقًا تتم معالجتها من طرف المتصفح نفسه بدلاً من الامتداد. ومع ذلك، أدت المخاوف بشأن مدى جودة أداء واجهة برمجة التطبيقات، إلى جانب المخاوف بشأن تحديد عدد الإدخالات التي قد يتم إدراجها في القائمة السوداء، إلى الانتقادات بأن هذه التغييرات قد تم تصميمها لمنع حظر الإعلانات (نقلاً عن مصلحة جوجل الراسخة في صناعة الإعلان عبر الإنترنت). استشهدت جوجل بمشاكل الأداء المرتبطة بـ «ويب ركوست»، لأنها تتطلب مرور جميع حركات مرور الشبكة عبر الامتداد قبل تحميل الصفحة، وكذلك استخدامها في الإضافات الضارة، كمبرر لهذه التغييرات. في يونيو 2019، أعلنت أنها ستزيد الحد الأقصى المذكور أعلاه من 30.000 إلى 150.000 إدخال للمساعدة في تهدئة المخاوف.

## الاستخدام
في نوفمبر 2011، تجاوز استخدام كروم فايرفوكس في جميع أنحاء العالم. وفقًا لستات كاونتر (StatCounter)، اعتبارًا من يونيو 2016، كان لدى كروم 62٪ من حصة استخدام سطح المكتب في جميع أنحاء العالم، مما يجعله متصفح الويب الأكثر استخدامًا، في حين كان لدى فايرفوكس 16٪ وكان لدى انترنت اكسبلولر 12٪.
جنبا إلى جنب مع سفاري وموزيلا فايرفوكس، كروم يتلقى دفعة نهاية الأسبوع، مما يعزز حصته في السوق بقدر ثلاث نقاط مئوية في نهاية الأسبوع، على حساب إنترنت إكسبلورر.
وذكرت ستات كاونتر، وهي شركة تحليلات الويب، أنه ليوم 18 مارس 2012، كان كروم متصفح الويب الأكثر استخداما في العالم للمرة الأولى. حصل كروم على 32.7٪ من تصفح الويب العالمي في ذلك اليوم، في حين تبعه إنترنت اكسبلولر بنسبة 32.5٪.
من 14-21 مايو 2012، كان كروم لأول مرة مسؤولاً عن ازدحام إنترنت أكثر من إنترنت إكسبلورر، الذي كان لفترة طويلة قد شغل مكانته كمتصفح الويب الأكثر استخدامًا في العالم. وفقا لستات كاونتر، ولدت 31.88٪ من حركة المرور على شبكة الإنترنت من قبل كروم لفترة أسبوع واحد و31.47٪ من قبل إنترنت إكسبلورر. على الرغم من أن كروم قد تصدر لاستخدام يوم واحد على إنترنت إكسبلورر في الماضي، كانت هذه هي المرة الأولى التي يتصدر فيها كروم لمدة أسبوع كامل.
في مؤتمر مطوري Google I/O لعام 2012، ادعت جوجل وجود 310 مليون مستخدم نشط لمتصفح كروم، أي ما يقرب من ضعف العدد في عام 2011، والذي ذكر أنه 160 مليون مستخدم نشط.
في يونيو 2013، وفقا لستات كاونتر، تجاوز كروم إنترنت إكسبلورر للمرة الأولى في الولايات المتحدة.
في أغسطس 2013، تم استخدام كروم من قبل 43٪ من مستخدمي الإنترنت في جميع أنحاء العالم. وقد أجريت هذه الدراسة من قبل ستاتيستا، التي أشارت أيضا إلى أنه في أمريكا الشمالية، 36٪ من الناس استخدم كروم (الحد أدنى في العالم).

### نشر المؤسسة
في ديسمبر 2010، أعلنت جوجل أنها ستوفر حزمة كروم أم أس إي رسمية لتسهيل استخدام الشركات لمتصفح كروم. للاستخدام التجاري، من المفيد أن يكون لديك «حزمة أم أس إي» كاملة، يمكن تخصيصها عبر تحويل الملفات (.mst) - لكن أم أس إي المقدم مع كروم هو مجرد غلاف أم أس إي محدود للغاية تم تركيبه حول المثبت العادي، وتجد العديد من الشركات أن هذا الترتيب لا يلبي احتياجاتهم. يضع مثبت كروم العادي الذي تم تنزيله المتصفح في دليل بيانات التطبيق المحلي للمستخدم ويوفر تحديثات خلفية غير مرئية، ولكن حزمة أم أس إي ستسمح بالتثبيت على مستوى النظام، مما يوفر لمشرفي النظام التحكم في عملية التحديث - كان ذلك ممكنًا في السابق فقط عندما تم تثبيت كروم باستخدام جوجل باك. قامت جوجل أيضًا بإنشاء كائنات سياسة المجموعة لضبط سلوك كروم في بيئة الأعمال، على سبيل المثال عن طريق تعيين الفاصل الزمني للتحديثات التلقائية وتعطيل التحديثات التلقائية وتهيئة الصفحة الرئيسية. حتى الإصدار 24، من المعروف أن البرنامج ليس جاهزًا لعمليات النشر المؤسسية مع ملفات التعريف المتجولة أو بيئات الخادم الطرفي / أنظمة سايتركس.
في عام 2010، بدأت جوجل في دعم كروم لأول مرة في بيئات المؤسسات من خلال توفير برنامج تضمين «أم أس إي» حول مثبت كروم. بدأت جوجل في تقديم كائنات سياسة المجموعة، مع إضافة المزيد في كل إصدار، واليوم هناك أكثر من 500 سياسة متاحة للتحكم في سلوك كروم في بيئات المؤسسات. في عام 2016، أطلقت جوجل كروم دعم متصفح المؤسسة، وهي خدمة مدفوعة تمكّن مسؤولي تكنولوجيا المعلومات من الوصول إلى خبراء جوجل لدعم نشر المتصفح. في عام 2019، أطلقت جوجل كروم«إدارة سحابة المتصفح،» وهي لوحة معلومات تمنح مديري تكنولوجيا المعلومات للأعمال القدرة على التحكم في إمكانية الوصول إلى المحتوى واستخدام التطبيقات وإضافات المتصفح المثبتة على أجهزة الكمبيوتر التي تم نشرها.

### الكروميوم
في سبتمبر 2008، أصدرت جوجل جزءًا كبيرًا من شفرة مصدر كروم كمشروع مفتوح المصدر يسمى كروميوم. مكنت هذه الخطوة مطوري الطرف الثالث من دراسة كود المصدر الأساسي والمساعدة في نقل المتصفح إلى أنظمة تشغيل ماك أو إس ولينكس. تم إصدار الجزء المؤلف من جوجل من كروميوم بموجب ترخيص بي إس دي المسموح به. تخضع الأجزاء الأخرى من الكود المصدري لمجموعة متنوعة من تراخيص مفتوحة المصدر. يشبه كروميوم كروم، ولكنه يفتقر إلى التحديثات التلقائية المضمنة وأدوبي فلاش بلاير المدمج، بالإضافة إلى العلامة التجارية لـ جوجل وله شعار أزرق اللون بدلاً من شعار جوجل متعدد الألوان. لا يطبق كروميوم سياسة «أغ أل زي» لتتبع للمستخدم.
في البداية، تم استبعاد عارض جوجل كروم بي دي إف، بدفيوم، من كروميوم، ولكن أصبح لاحقًا مفتوح المصدر في مايو 2014. يمكن استخدام بدفيوم لملء نماذج «بي دي إف» 

## التطوير لمتصفح كروم
من الممكن تطوير التطبيقات والإضافات والمظاهر لمتصفح كروم. يتم ضغطها في ملف .crx وتحتوي على ملف بيان يحدد المعلومات الأساسية (مثل الإصدار والاسم والوصف والامتيازات) وملفات أخرى لواجهة المستخدم (الرموز والنوافذ المنبثقة). لدى جوجل دليل مطور رسمي. يحتوي كروم على متجر ويب خاص به حيث يمكن للمستخدمين والمطورين تحميل وتنزيل هذه التطبيقات والإضافات.

## وصلات خارجية
- الموقع الرسمي
- جوجل يطلق متصفحا إلكترونيا (بي بي سي العربية)